# Palacio de Ortiz Vega
El palacio de Ortiz Vega es una antigua casa palaciega situada en el centro de la ciudad española de Valladolid.
Antigua sede del Banco Castellano y actual oficina principal de BBVA en la ciudad, ocupa un lugar destacado en la calle del Duque de la Victoria, 

## Historia
Antigua casa palaciega de Antonio Ortiz Vega, hombre de negocios y banquero vallisoletano del siglo XIX. Fue reformada internamente en 1900 (bajo la dirección de Antonio de Iturralde) para acoger la sede del entonces denominado Banco Castellano. A lo largo del siglo XX fue objeto de numerosas intervenciones que alteraron tanto el interior como el exterior para adaptarla a las nuevas necesidades funcionales y acomodar su apariencia externa al nuevo carácter representativo. Entre estas intervenciones cabe destacar la de Manuel Cuadrillero y Sáez (reconstrucción tras incendio, en 1920), la de Manuel López Fernández (reforma interior, en 1962) y la última de Carlos Turiño Criado del Rey (reforma interior, en 1976). Además del edificio, muy alterado interiormente, destaca la valla de cierre de la parcela y su portada, así como los jardines de la parcela.